# Plectus parvus
Plectus parvus is een rondwormensoort uit de familie van de Plectidae. De wetenschappelijke naam van de soort is voor het eerst geldig gepubliceerd in 1865 door Bastian. Plectus parvus komt voor in zoetwater en in de grond. De soort is gevonden in Europa en Nieuw-Zeeland. Het heeft een Cp-2 en voedt zich met bacteriën. Een Cp-2 wil zeggen dat ze een langere generatietijd en een lagere vruchtbaarheid hebben dan de Cp-1 rondwormen. Ze zijn zeer tolerant voor ongunstige omstandigheden en kunnen schijndood worden.
In het Laagland van Kolyma in Siberië werden in juli 2018 door Russische wetenschappers tijdens bodemonderzoek in de Pleistocene Parken rondwormen gevonden die respectievelijk ongeveer 42.000 en 32.000 jaar in de permafrostbodem zijn bewaard. Ondanks het feit dat ze sinds het Pleistoceen waren bevroren, zijn twee exemplaren, genaamd Panagrolaimus aff. detritophagus en Plectus aff. parvus succesvol tot leven gewekt. (aff. is een afkorting van het Latijnse affinis en wil zeggen dat het nauw verwant is aan). Terwijl er in de wetenschappelijke wereld nog twijfels bestaan over de juistheid van deze bevindingen, wordt er algemeen aangenomen dat het theoretisch niet onmogelijk is dat deze dieren na een dergelijk lange periode terug tot leven gewekt kunnen worden.

## Lichaamsbouw
Plectus parvus is 0,4 - 0,6 mm lang, 0,022 mm dik en weegt 0,16 microgram. Op het lichaam zitten setae. Ze hebben twee alae. Het lichaam heeft een dunne cuticula. Het mannetje heeft twee asymmetrische spicula. De staartpunt heeft een spinneret, de uitgangsopening van de kleverige 'staartklier'. In de pseudocoeloom zitten ovale fagocyte witte bloedcellen.

## Ecologie
In riviersedimenten en bodems maakt deze rondworm deel uit van de benthos-groep. Interactie tussen deze soort en de rondworm Bursilla monhysteria  in vochtige podzols verhoogt de bacteriële biomassa en bevordert de stikstofmineralisatie. Het is een van de aanwezige rondwormen in estuariene modder in meer vervuilde sedimenten. Daardoor kunnen deze nematoden worden gebruikt om vervuilingsniveaus te beoordelen.